# Warlity Wielkie
Warlity Wielkie (deutsch Warglitten) ist ein kleines Dorf in der polnischen Woiwodschaft Ermland-Masuren. Es gehört zur Gmina Ostróda (Landgemeinde Osterode in Ostpreußen) im Powiat Ostródzki (Kreis Osterode in Ostpreußen).

## Geographische Lage
Warlity Wielkie liegt am Westufer des Schilling-Sees (polnisch Jezioro Szeląg Wielki) im Westen der Woiwodschaft Ermland-Masuren, acht Kilometer nördlich der Kreisstadt Ostróda (Osterode in Ostpreußen).

## Geschichte
Der Gutsort Warglitten (bei Osterode) wurde 1874 in den neu errichteten Amtsbezirk Thierberg (polnisch Zwierzewo) im Kreis Osterode in Ostpreußen aufgenommen. und gehörte bis 194 dazu. Die Einwohnerzahl Warglittens belief sich im Jahre 1910 auf 98, verringerte sich bis 1933 jedoch auf 78 und betrug 1939 nur noch 54. Von den 54 Einwohnern, die in elf Haushalten lebten, arbeiteten 37 in der Land- und Forstwirtschaft, 6 in Industrie und Handwerk sowie 1 in Handel und Verkehr.
Im Jahre 1945 wurde Warglitten in Kriegsfolge mit dem gesamten südlichen Ostpreußen an Polen überstellt. Das Dorf erhielt die polnische Namensform „Warlity Wielkie“ und ist heute eine Ortschaft innerhalb der Landgemeinde Ostróda (Osterrode in Ostpreußen) im Powiat Ostródzki, bis 1998 der Woiwodschaft Olsztyn, seither der Woiwodschaft Ermland-Masuren mit Sitz in Olsztyn (Allenstein) zugehörig.

## Kirche
Bis 1945 war Warglitten sowohl evangelischer- wie auch römisch-katholischerseits in die Stadt Osterode eingepfarrt und somit der Kirchenprovinz Ostpreußen der Kirche der Altpreußischen Union bzw. dem Bistum Ermland zugeordnet. Der Bezug zur Kreisstadt Ostróda besteht auch heute: sowohl zur katholischen Kirche, jetzt im Erzbistum Ermland gelegen, als auch zur dortigen evangelischen Kirche, die sowohl der Evangelisch-methodistischen Kirche als auch der Evangelisch-Augsburgischen Kirche zugehört.

## Verkehr
Warlity Wielkie ist von Ostróda aus über Międzylesie auf direktem Wege zu erreichen. Eine Anbindung an den Bahnverkehr besteht nicht.

## Persönlichkeiten
- Gustav Adametz (1854–1931), Landrat des Kreises Osterode, lebte auf Gut Warglitten